# Macrotera mortuaria
Macrotera mortuaria är en biart som först beskrevs av Timberlake 1954.  Macrotera mortuaria ingår i släktet Macrotera och familjen grävbin. Inga underarter finns listade i Catalogue of Life.